# Évelyne Brochu
Evelyne Marie Léa Cassandre Brochu es una actriz canadiense, más conocida por haber interpretado a Delphine Cormier en la serie Orphan Black, a Aurora Luft en la serie X Company y a Sarah en la película Tom à la Ferme.

## Carrera
En 2010 apareció en Mirador, donde interpretó a la joven Mylène Émard. En 2011 interpretó a Rose en la película Café de Flore. En 2013 se unió al elenco de la serie Orphan Black, donde interpreta a la doctora Delphine Cormier. En 2015 se unió al elenco principal de la nueva serie X Company, donde interpretó a la agente Aurora Luft hasta el final de la serie en 2017.

## Filmografía

### Series de televisión
| Año         | Título              | Personaje                   | Notas                   |
| ----------- | ------------------- | --------------------------- | ----------------------- |
| 2023 -      | Orphan Black Echoes | Dr. Delphine Cormier        | Invitada - capítulo 9   |
| 2013 - 2017 | Orphan Black        | Dr. Delphine Cormier        | 50 episodios            |
| 2015 - 2017 | X Company           | Aurora Luft                 | 28 episodios            |
| 2014        | La marraine         | Catherine / Valérie Michaud | 5 episodios - miniserie |
| 2010        | Mirador             | Mylène Émard                | 7 episodios             |
| 2009        | Aveux               | Jolianne Laplante           | 12 episodios            |

### Películas
| Año  | Título               | Personaje      | Notas                                                                                               |
| ---- | -------------------- | -------------- | --------------------------------------------------------------------------------------------------- |
| 2016 | Miséricorde          | Mary-Ann       | junto a Jonathan Zaccaï & Anthony Therrien                                                          |
| 2015 | Les Loups            | Elie           | junto a Louise Portal, Gilbert Sicotte, Augustin Legrand & Benoît Gouin                             |
| 2013 | Tom à la Ferme       | Sarah          | junto a Xavier Dolan, Pierre-Yves Cardinal, Lise Roy, Manuel Tadros & Jacques Lavallée              |
| 2012 | Inch'Allah           | Dra. Chloé     | junto a Sabrina Ouazani, Sivan Levy, Yousef Sweid & Hammoudeh Alkarmi                               |
| 2012 | L'appartement        | -              | corto junto a Julie LeBreton                                                                        |
| 2011 | Café de Flore        | Rose           | junto a Vanessa Paradis, Kevin Parent, Hélène Florent, Marin Gerrier & Alice Dubois                 |
| 2011 | Frisson des collines | Hélène Paradis | junto a Guillaume Lemay-Thivierge, Antoine Bertrand, Antoine-Olivier Pilon & Jean-Nicolas Verreault |

### Teatro
| Año  | Obra                      | Personaje      | Director (a)             | Teatro                     | Notas |
| ---- | ------------------------- | -------------- | ------------------------ | -------------------------- | ----- |
| 2014 | Comment s'occuper de bébé | Donna          | Luce Pelletier           | Théâtre de l'Opsis         | -     |
| 2011 | Tom à la Ferme            | Sarah          | Éric Jean                | Théâtre de Quat'Sous       | -     |
| 2009 | Room(s)                   | Évelyne Brochu | Claude Poissant          | Théâtre d'Aujourd'Hui      | -     |
| 2009 | Wake up and sing!         | Hennie         | Sylvain Bélanger         | Théâtre la Licorne         | -     |
| 2008 | The Lion in Winter        | Alix           | Daniel Roussel           | -                          | -     |
| 2007 | Sacred Family             | Mylène         | Michel Poirier           | Beaumont Theatre St Michel | -     |
| 2007 | Arabian Night             | Vanina         | Théodor Cristian Popescu | Théâtre de Quat'Sous       | -     |
| 2006 | Uncle's Dream             | Farpoukhina    | Igor Ovadis              | Dubunker Théâtre           | -     |

## Premios y nominaciones
| Año  | Categoría                                                         | Premio                         | Película       | Resultado |
| ---- | ----------------------------------------------------------------- | ------------------------------ | -------------- | --------- |
| 2015 | Best Supporting Actress                                           | Jutra Award                    | Tom à la Ferme | Nominada  |
| 2014 | Performance by an Actress in a Supporting Role                    | Canadian Screen Award          | Tom à la Ferme | Nominada  |
| 2013 | Best Film (junto a Xavier Dolan, Pierre-Yves Cardinal & Lise Roy) | Competição Internacional Award | Tom à la Ferme | Nominados |
| 2013 | Performance by an Actress in a Leading Role                       | Canadian Screen Award          | Inch'Allah     | Nominada  |